# Mniophaga confinis
Mniophaga confinis är en fjärilsart som beskrevs av Edward Meyrick 1895. Mniophaga confinis ingår i släktet Mniophaga och familjen stävmalar. Inga underarter finns listade i Catalogue of Life.